# Freycinetia funicularis
Freycinetia funicularis är en enhjärtbladig växtart som först beskrevs av Jules-César Savigny, och fick sitt nu gällande namn av Elmer Drew Merrill. Freycinetia funicularis ingår i släktet Freycinetia och familjen Pandanaceae. Inga underarter finns listade.